# Jurij Radoniak
Jurij Michajłowicz Radoniak (ros. Юрий Михайлович Радоняк; ur. 8 października 1935 w Groznym, zm. 28 marca 2013 w Moskwie) – radziecki bokser, srebrny medalista igrzysk olimpijskich.
W roku 1960, reprezentował Związek Radziecki na Igrzyskach Olimpijskich w Rzymie. Pokonał kolejno Brunona Gusego (Niemiecka Republika Demokratyczna), Josepha Larteya (Ghana) i w ćwierćfinale Hiszpana Andresa Navarro. W półfinale zwyciężył Polaka Leszka Drogosza, a w finale przegrał z Nino Benvenutim (Włochy).
Był mistrzem Związku Radzieckiego w wadze półśredniej (1960).
W trakcie kariery amatorskiej stoczył 226 walk, z których przegrał 29.
Po zakończeniu kariery sportowej pracował jako trener. W latach 1973–1976 był trenerem narodowej reprezentacji bokserskiej.